# Sajnálat
A sajnálat olyasféle szimpatikus fájdalom, amelyet mások szenvedése vált ki belőlünk, és gyakran hasonlítható olyan érzelmekhez mint az  együttérzés, részvét vagy empátia.  A gyakori és nem őszinte használata miatt felsőbbrendűségi, leereszkedő és megvető értelmezése is elterjedt.

## Története

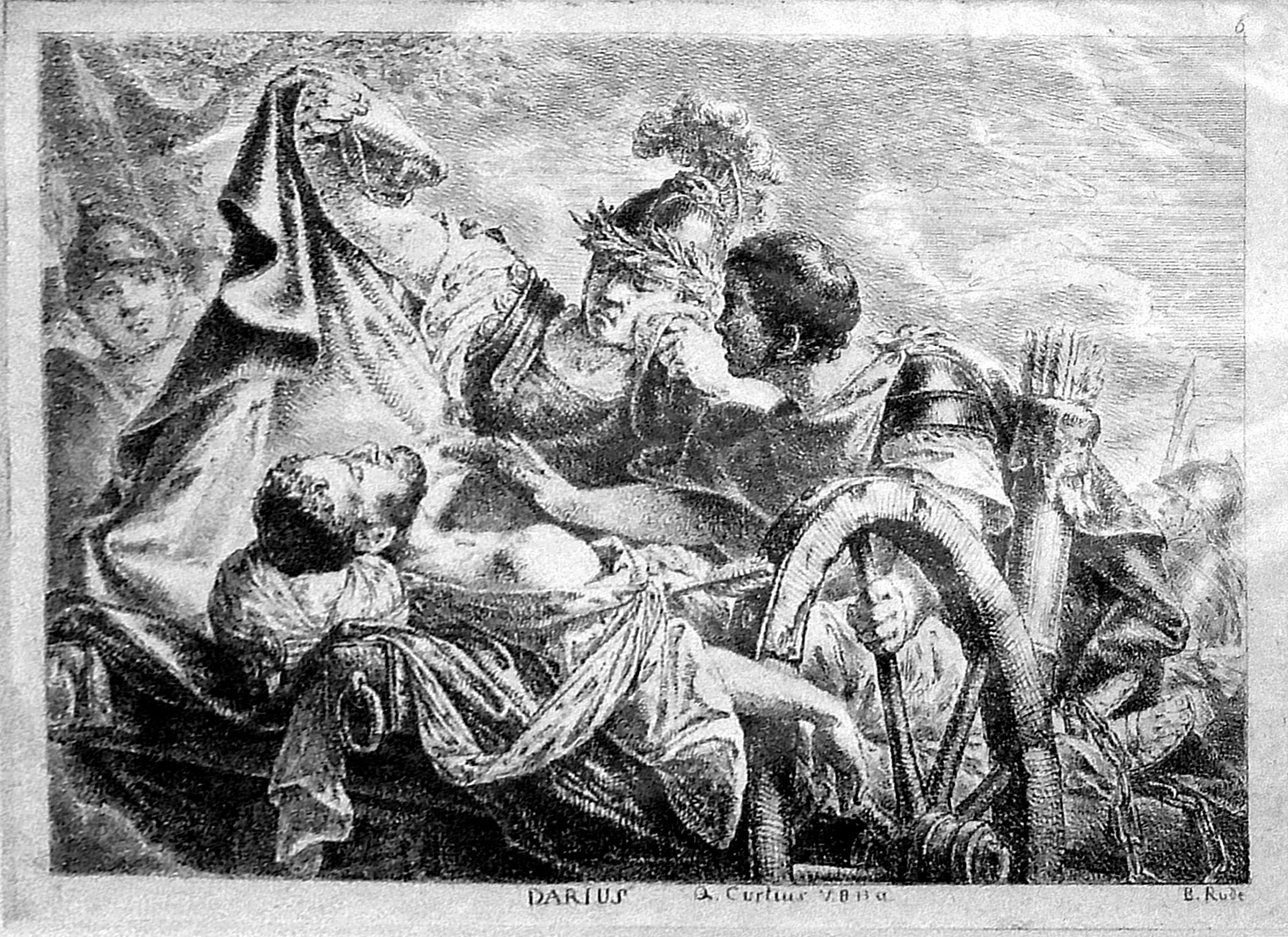
Nagy Sándor sajnálattal látja, hogy Dareiosz belehalt sérüléseibe.

A szót gyakran használják, amikor ókori görögből fordítanak. Arisztotelész Poétikájában és Retorikájában is megjelenik.  Arisztotelész úgy érvelt, hogy (Retorika 2.8) mielőtt egy személy sajnálatot érezne egy másik személy iránt, a személynek már éreznie kelltett egy hasonló szenvedést, mint a sajnálat tárgya, és a személy valamelyest távolságot kell, hogy tartson a szenvedőtől. 
Arisztotelész szempontjából azért hogy sajnálatot érezzen, a személynek el kell hinnie, hogy a szenvedő alany nem érdemli meg a sorsát. A hagyományos költészetet érintő művében Arosztotelész a tragédiát olyan imitatív költészetként írja le, amely sajnálatot és félelmet kelt.
A nyugati társadalomban a sajnálat fogalmát az erősítette, hogy a zsidó-keresztény Isten olyasvalaki, aki sajnálja az egész emberiséget. A zsidó hagyományban folyamatosan visszaköszön Isten ilyen sajnálata. A tizenkilencedik századra két különféle sajnálatot különböztettek meg amelyet "jószándékú sajnálatként" és "lenéző sajnálatként" határoztak meg. (Kimball). David Hume megfigyelte, hogy a jószándék a megvetéssel társult és ilyen módon a büszkeség is belekeveredett az érzésbe. A sajnálat olyan érzelem amely mindig arra reagál, hogy akire irányul szerencsétlen, sebesült, vagy szánalmas. Jean-Jacques Rousseau így ír a sajnálatról: "Ennélfogva bizonyos, hogy a sajnálat természetes érzés, a személyben az önszeretet tevékenységét csökkenti, de hozzájárul az emberi faj kölcsönös megőrzéséhez. A sajnálat ami sietteti a segítséget annak aki szenved..."
A személy aki sajnálatot érez szenvedést és könyörületet érez az illető felé, és gyakran ad valamiféle segítséget a sajnált egyén számára. Ez lehet fizikai segítség vagy pénzbeli juttatás. Nietzsche viszont  rámutatott, hogy mivel minden embernek van önbecsülése és önértékelése, a sajnálat negatívan befolyásolja ezeket a tényezőket. Mindemellett a sajnálat pszichológiailag káros lehet a sajnált számára: önsajnálatot és depressziót eredményezhet, néha szélsőségesen befolyásolja sajnált egyén pszichológiai és pszichoszociális állapotát.

## Fordítás
- Ez a szócikk részben vagy egészben  a   Pity című angol Wikipédia-szócikk ezen változatának fordításán alapul.  Az eredeti cikk szerkesztőit annak laptörténete sorolja fel. Ez a jelzés csupán a megfogalmazás eredetét és a szerzői jogokat jelzi, nem szolgál a cikkben szereplő információk forrásmegjelöléseként.